# Хрватски Гроб
Хрватски Гроб (слч. Chorvátsky Grob, хрв. Hrvatski Grob) насељено је мјесто са административним статусом сеоске општине (слч. obec) у округу Сењец, у Братиславском крају, Словачка Република.

## Становништво
| Година:    | 1994. | 2004.    | 2014.     | 2024.    |
| ---------- | ----- | -------- | --------- | -------- |
| Број људи: | 1518  | 1787     | 4794      | 7885     |
| Разлика:   |       | +17,72 % | +168,27 % | +64,47 % |

| Година:    | 2023. | 2024.   |
| ---------- | ----- | ------- |
| Број људи: | 7690  | 7885    |
| Разлика:   |       | +2,53 % |

Према подацима о броју становника из 2011. године насеље је имало 3.932 становника.